# Suïcidi quàntic i immortalitat
El suïcidi quàntic és un experiment mental en mecànica quàntica i filosofia de la física Suposadament, pot falsificar qualsevol interpretació de la mecànica quàntica que no sigui la interpretació dels múltiples mons d'Everett mitjançant una variació de l'experiment mental del gat de Schrödinger, des del punt de vista del gat. La immortalitat quàntica es refereix a l'experiència subjectiva de sobreviure a un suïcidi quàntic. De vegades es conjectura que aquest concepte també és aplicable a causes de mort del món real.
Com a experiment mental, el suïcidi quàntic és un exercici intel·lectual en què una configuració abstracta es segueix fins a les seves conseqüències lògiques simplement per demostrar un punt teòric. Pràcticament tots els físics i filòsofs de la ciència que l'han descrit, especialment en tractaments popularitzats, subratllen que es basa en circumstàncies artificials i idealitzades que poden ser impossibles o extremadament difícils de realitzar a la vida real, i que les seves premisses teòriques són controvertides fins i tot entre els partidaris de la interpretació dels múltiples mons. Així, com adverteix el cosmòleg Anthony Aguirre, «[…] seria extremadament absurd (i egoista) deixar que aquesta possibilitat guiés les pròpies accions en qualsevol qüestió de vida o mort».

## Història
Hugh Everett no va esmentar el suïcidi quàntic ni la immortalitat quàntica per escrit; la seva obra pretenia ser una solució a les paradoxes de la mecànica quàntica. La biografia d'Everett escrita per Eugene Shikhovtsev afirma que "Everett creia fermament que la seva teoria dels múltiples mons li garantia la immortalitat: la seva consciència, argumentava, està obligada a seguir a cada ramificació qualsevol camí que no porti a la mort". Peter Byrne, autor d'una biografia d'Everett, informa que Everett també va parlar en privat sobre el suïcidi quàntic (com ara jugar a la ruleta russa amb apostes altes i sobreviure a la branca guanyadora), però afegeix que "[e]s poc probable, però, que Everett subscrigués aquest punt de vista [de la immortalitat quàntica], ja que l'única cosa segura que garanteix és que la majoria de les vostres còpies moriran, cosa que difícilment és un objectiu racional".
Entre els científics, l'experiment mental va ser introduït per Euan Squires el 1986. Posteriorment, va ser publicat independentment per Hans Moravec el 1987 i Bruno Marchal el 1988; també va ser descrit per Huw Price el 1997, que ho va atribuir a Dieter Zeh, i presentat formalment de manera independent per Max Tegmark el 1998. Més tard va ser discutit pels filòsofs Peter J. Lewis el 2000 i David Lewis el 2001.

## Experiment mental
L'experiment mental del suïcidi quàntic implica un aparell similar al gat de Schrödinger: una caixa que mata l'ocupant en un període de temps determinat amb una probabilitat de la meitat a causa de la incertesa quàntica  L'única diferència és que l'experimentador que enregistra les observacions sigui el que estigui dins de la caixa. La importància d'aquest experiment mental és que algú la vida o la mort del qual depengui d'un qubit podria distingir entre interpretacions de la mecànica quàntica Per definició, els observadors fixos no poden.
Al començament de la primera iteració, sota ambdues interpretacions, la probabilitat de sobreviure a l'experiment és del 50%, tal com ho dóna la norma quadrada de la funció d'ona Al començament de la segona iteració, assumint que una interpretació d'un sol món de la mecànica quàntica (com la interpretació de Copenhaguen, àmpliament estesa), la funció d'ona ja s'ha col·lapsat ; per tant, si l'experimentador ja és mort, hi ha un 0% de probabilitats de supervivència per a qualsevol iteració posterior. Tanmateix, si la interpretació dels múltiples mons és certa, necessàriament existeix una superposició de l'experimentador viu (com també ho fa el que mor). Ara, excepte la possibilitat de vida després de la mort, després de cada iteració només una de les dues superposicions de l'experimentador –la que està en directe– és capaç de tenir algun tipus d'experiència conscient. Deixant de banda els problemes filosòfics associats amb la identitat individual i la seva persistència, sota la interpretació dels múltiples mons, l'experimentador, o si més no una versió d'ells, continua existint a través de totes les seves superposicions on el resultat de l'experiment és que viuen. En altres paraules, una versió de l'experimentador sobreviu a totes les iteracions de l'experiment. Com que les superposicions on viu una versió de l'experimentador es produeixen per necessitat quàntica (segons la interpretació dels múltiples mons), es dedueix que la seva supervivència, després de qualsevol nombre realitzable d'iteracions, és físicament necessària; d'aquí la noció d' immortalitat quàntica.
Una versió de l'experimentador que sobreviu contrasta fortament amb les implicacions de la interpretació de Copenhaguen, segons la qual, tot i que el resultat de la supervivència és possible en cada iteració, la seva probabilitat tendeix a zero a mesura que augmenta el nombre d'iteracions. Segons la interpretació dels múltiples mons, l'escenari anterior té la propietat contrària: la probabilitat que una versió de l'experimentador visqui és necessàriament una per a qualsevol nombre d'iteracions.
Al llibre El nostre univers matemàtic, Max Tegmark estableix tres criteris que, en abstracte, ha de complir un experiment de suïcidi quàntic:
- El generador de nombres aleatoris ha de ser quàntic, no determinista, de manera que l'experimentador entri en un estat de superposició de ser mort i viu.
- L'experimentador ha de morir (o almenys quedar inconscient) en una escala de temps més curta que aquella en què pot prendre consciència del resultat de la mesura quàntica.
- L'experiment ha de ser pràcticament segur que matarà l'experimentador, i no només el lesionarà.[16]

## Anàlisi de la viabilitat del món real
En resposta a preguntes sobre la "immortalitat subjectiva" a partir de causes normals de mort, Tegmark va suggerir que el defecte d'aquest raonament és que morir no és un esdeveniment binari com en l'experiment mental; és un procés progressiu, amb un continu d'estats de consciència decreixent. Afirma que en la majoria de causes reals de mort, s'experimenta una pèrdua gradual de l'autoconsciència. Només dins dels límits d'un escenari abstracte un observador descobreix que desafien totes les probabilitats. Referi escriu que "[p]ertè la realitat és realment així d'estranya, i realment subjectivament 'sobrevim' a qualsevol forma de mort que sigui instantània i binària". Aguirre assenyala, però, que la majoria de les causes de mort no compleixen aquests dos requisits: "Si hi ha graus de supervivència, les coses són força diferents". Si la pèrdua de consciència fos binària com en l'experiment mental, l'efecte de suïcidi quàntic evitaria que un observador s'adormís subjectivament o se sotmetés a anestèsia, condicions en què les activitats mentals disminueixen considerablement però no s'abolixen del tot. En conseqüència, en la majoria de causes de mort, fins i tot les que semblen sobtades en aparença, si l'efecte del suïcidi quàntic es compleix, és més probable que un observador caigui progressivament en un estat de consciència atenuat, en lloc de romandre completament despert per algun mitjà molt improbable. Aguirre afirma a més que el suïcidi quàntic en conjunt es podria caracteritzar com una mena de reductio ad absurdum en contra de la comprensió actual tant de la interpretació dels múltiples mons com de la teoria de la ment. Finalment, planteja la hipòtesi que una comprensió diferent de la relació entre la ment i el temps hauria d'eliminar les estranyes implicacions de la necessària supervivència subjectiva.